# Breiters Wintergarten

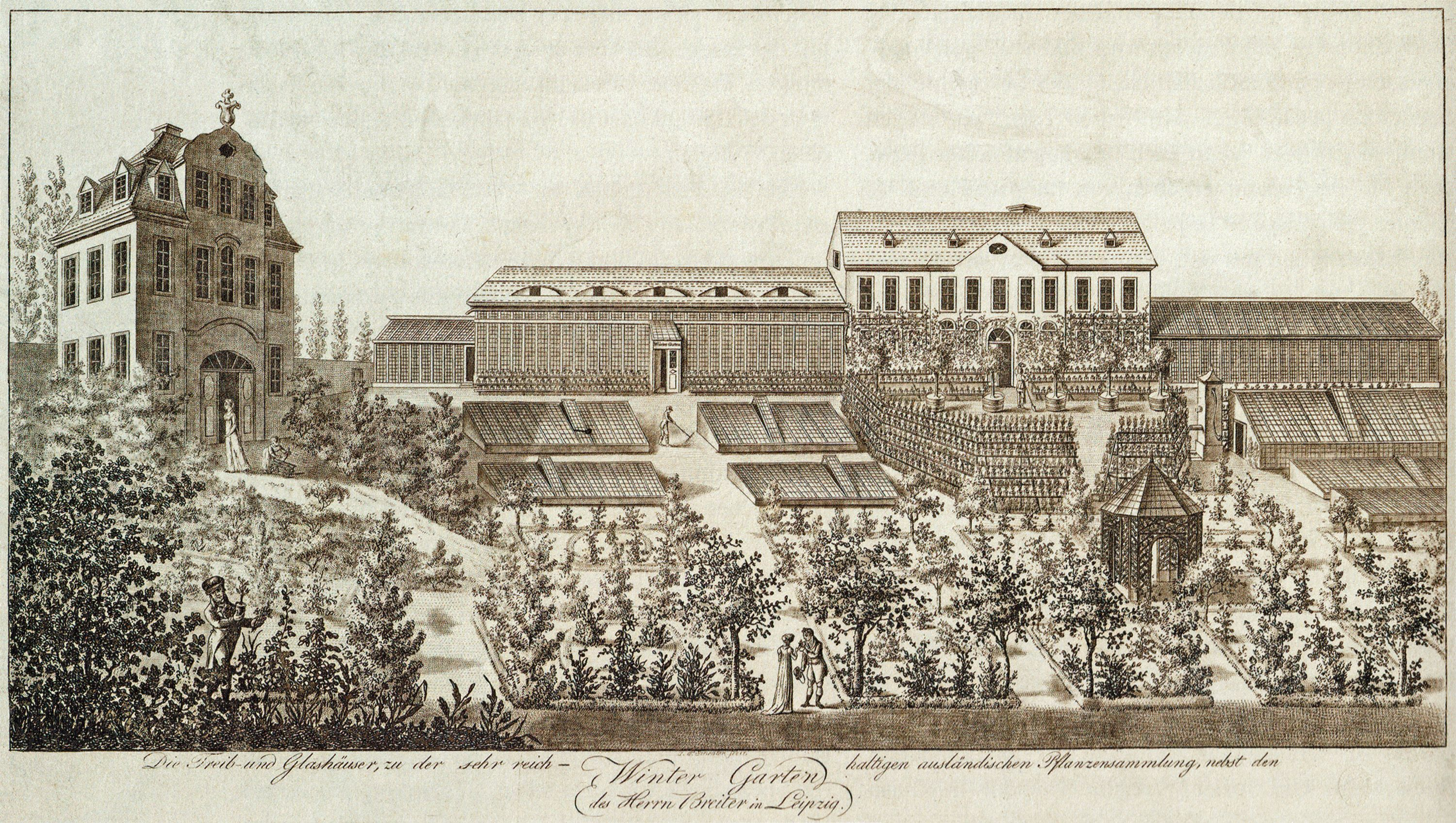
Breiters Wintergarten um 1815

Breiters Wintergarten war eine zu Beginn des 19. Jahrhunderts über etwa 30 Jahre existierende und nach ihrem Besitzer Christian August Breiter (1776–1840) benannte Gartenanlage in Leipzig.

## Lage und Beschreibung

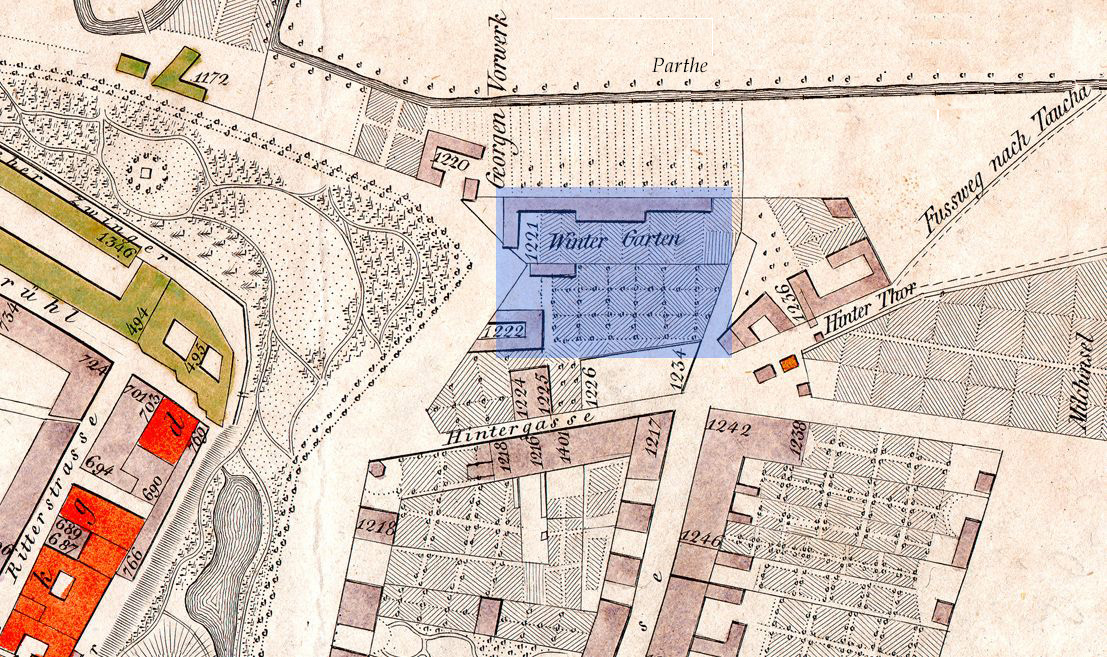
Die Lage des Gartens auf einem Plan von 1832

Der Garten lag an der Nordostecke der Stadt zwischen dem ehemals zum Georgenhaus gehörenden Georgenvorwerk, dem Hintertor und der Hintergasse. Die heutige Wintergartenstraße markiert etwa die Mittelachse des Gartens.
Der Garten hatte zwei Funktionen. Primär sammelte Breiter Pflanzen aus aller Welt, die er durch Tausch und Kauf erwarb, weshalb er seinen Garten auch als einen botanischen bezeichnete. Die notwendigen Mittel dafür und zum Betrieb der Anlage gewann er als Handelsgärtner, indem er seine Pflanzen in größeren Stückzahlen aufzog, in Katalogbüchern anpries, verkaufte und versandte. Es fanden sich Orangenbäume, Kaffee- und Teesträucher sowie die ausgefallensten Blumen. Auf der großen Freifläche standen Staudengewächse, ausländische Bäume und Sträucher. Zahlreiche Frühbeete dienten der Anzucht der Pflanzen. Auf einem sechsetagigen Gestell standen Topfpflanzen im Freien.
Herzstück der Anlage war eine Reihe von Glashäusern mit einer Gesamtlänge von 170 Metern (600 Fuß) mit einem zweigeschossigen Massivbau in der Mitte. Das rechte Glashaus hatte eine Grundfläche von 42 × 4,5 Meter, eine gläserne Vorderfront von 3,4 Meter Höhe und ein um 45° geneigtes Glasdach. Im Inneren waren drei Bereiche mit unterschiedlichen Temperaturen abgeteilt. Das größte der Glashäuser war das links neben dem Massivhaus. Es war 51 Meter lang, 7,4 Meter breit, 5 Meter hoch und durch  Wände mit hohen Glastüren in fünf Bereiche geteilt. Die Rückwand war zum Teil verspiegelt. Auf fünfetagigen Regalen standen in fünf oder sechs Reihen bis zu 25.000 Töpfe mit Blumen und Grünpflanzen. Über der Eingangstür stand „Wintergarten“, was schließlich zum Namen für die Gesamtanlage führte.
Dieser Wintergarten war für Besucher insbesondere während der kalten Jahreszeit vorgesehen. In der Mitte der Einzelräume waren Orangenbäume von einem runden Tisch mit Stühlen umgeben, hier wurde für geringen Preis Kaffee, Tee oder heiße Schokolade ausgeschenkt. Zweimal in der Woche war Konzert. Der Preis für den Gartenbesuch wurde für eine ganze Wintersaison erhoben und betrug zwei Reichstaler.

## Geschichte
In den ersten Jahren des 19. Jahrhunderts ging der sachsen-weimarische Hofgärtner Christian August Breiter nach Leipzig, um eine Gärtnerei zu betreiben. Er nutzte dazu ein Gartengelände am Haus 1221, das zuvor einem Carl Andreas Curtius gehört hatte. Die Witwe Curtius wird in den Leipziger Adressbüchern bis 1809 als Eigentümerin des Hauses 1221 geführt und Breiter erst ab 1810. Breiters erster Verkaufskatalog erschien aber bereits 1807. Deshalb kann angenommen werden, dass er den Garten bis 1810 in Pacht oder einer ähnlichen Form bewirtschaftete. Danach wird er bis 1831 als Besitzer der Breiterschen Kunstgärtnerei geführt. In dieser Zeit entwickelte Breiter den Garten zur oben beschriebenen Gestalt.
1832 erscheint die Kunstgärtnerei unter dem Namen Heinrich Ferdinand Breiter, vermutlich der Sohn. Für Vater Christian August werden bis 1840 andere Adressen angegeben (Grimmaischer Steinweg, Dresdner Straße). 1837 gehörte die Gärtnerei der Witwe Breiter. Dann verschwindet die Gärtnerei aus den Adressbüchern.
Der Garten fiel der Erweiterung der Ostvorstadt zum Opfer. 1839 wurde auf einem Teilstück das für den neuen Dresdner Bahnhof wichtige Hotel Stadt Rom errichtet, und 1855 quer durch das Gartengelände die Wintergartenstraße angelegt, die heute noch so heißt und damit an die Vorgeschichte erinnert. 1970–1972 entstand auf dem Gelände das Wintergartenhochhaus.
Von 2013 bis 2015 errichtete die Leipziger Wohnungs- und Baugesellschaft (LWB) an der Südseite der Wintergartenstraße ihre neue Geschäftszentrale. Die vorausgehenden archäologischen Grabungen brachten die Struktur der Beete im Breiterschen Garten zutage.